# Limassol kerület
Limassol kerület a Ciprusi Köztársaság hat kerületének egyike. A sziget déli partvidékén helyezkedik el, területét északon a Tróodosz-hegység, attól délre pedig egy keskeny partvidék alkotja. 
Közigazgatásilag nyugatról a Páfosz kerülettel, északról a Nicosia kerülettel keletről pedig a Lárnaka kerülettel határos. A Limassoli kerületbe ékelődik a Földközi-tenger partján fekvő és az Egyesült Királyság fennhatósága alatt álló Akrotíri és Dekélia katonai támaszpont. 
A kerületen áthalad az A1 és A6 jelű autópálya.

## Népesség
A kerületet a 2011-es népszámláláskor 235 330 fő lakta.
| Lakosok száma | 28 717 | 35 730 | 46 084 | 54 332 | 75 421 | 107 306 | 141 018 | 145 122 | 196 553 | 235 330 |
|               | 1881   | 1891   | 1911   | 1921   | 1946   | 1960    | 1976    | 1982    | 2001    | 2011    |

## Települések
A kerület központja Limassol város. A kerületet hat város és 106 falu alkotja.

### Települések listája
- Agrídia
- Agrósz Lemeszú
- Ájiosz Amvrósziosz
- Ájiosz Atanásziosz
- Ájiosz Dimítriosz
- Ájiosz Jeórjiosz
- Ájiosz Joánnisz
- Ájiosz Konsztandínosz
- Ájiosz Mámasz
- Ájiosz Paúlosz
- Ájiosz Theódororosz
- Ájiosz Therápon
- Ájiosz Thomász
- Ájiosz Tíhonasz
- Akapnú
- Akrotíri
- Akrúnda
- Álassza
- Aléktora
- Amíantosz
- Anójira
- Apesziá
- Apszíu
- Arakapász
- Armenohóri
- Árszosz
- Aszgáta
- Aszómatosz
- Avdímu
- Cerkéz Ciftlík
- Dieróna
- Dímesz
- Dorá
- Dorósz
- Episkopí
- Eptagónia
- Erími
- Faszúla
- Finí
- Finikária
- Handriá
- Ípszonasz
- Jerásza
- Jermaszójia
- Jerovásza-Trózena
- Kaló Horió
- Kaminária
- Kantú
- Kapilió
- Káto Kivídesz
- Kato Mílosz
- Kató Plátresz
- Káto Polemídia
- Kelláki
- Kiláni
- Kiperúnda
- Kisszúsza
- Klonári
- Kolósszi
- Korfí
- Kuká
- Lánia
- Lemíthu
- Limassol
- Limnátisz
- Lófu
- Luvarász
- Maliá
- Mandriá
- Mathikolóni
- Mésza Jitoniá
- Monágri
- Monagrúlli
- Moní
- Moniátisz
- Muttajáka
- Ómodosz
- Páhna
- Paleómilosz
- Palódia
- Páno Kivídesz
- Páno Polemídia
- Paramáli
- Paramítha
- Parekklisziá
- Peléndri
- Pendákomo
- Péra Pedí
- Pírgosz (Ciprus)
- Pisszúri
- Platanísztia
- Plátresz
- Potamítissza
- Potamiú
- Prasztió Avdímu
- Prasztió Kellakíu
- Pródromosz
- Szanída
- Szikópetra
- Szilíku
- Szotíra
- Szpitáli
- Szúni-Zanadziá
- Trahóni
- Trimíklini
- Trisz Eliész
- Troódosz (falu)
- Vásza Kellakíu
- Vásza Kilaníu
- Víkla
- Vuní
- Zoopijí